# Myrothamnanae
Myrothamnanae, nadred dvosupnica opisan 1997. Podijeljen je na četiri reda prema Tropicosu, prema Itisu, jedini red koji mu pripada je Gunnerales

## Redovi
- ordo: Gunnerales Takht. ex Reveal
- ordo: Haloragales Novák Saxifragales
- ordo: Myrothamnales Nakai ex Reveal = Gunnerales